# Buenos Aires
 For alternative betydninger, se Buenos Aires (flertydig). (Se også artikler, som begynder med Buenos Aires)
Buenos Aires er Argentinas hovedstad og største by. Den ligger på Río de la Platas vestlige bred på den sydamerikanske østkyst. "Buenos Aires" er spansk for "milde vinde" eller "god vind". Byen, der blev grundlagt i 1500-tallet, blev oprindeligt døbt "Real de Nuestra Señora Santa María del Buen Ayre". Selve byen Buenos Aires har 3.121.707 (2022) indbyggere, mens storbyområdet Gran Buenos Aires, der også omfatter flere af provinsen Buenos Aires' distrikter har 13.985.794 (2022)  indbyggere og er det 4. største byområde i Amerika.
Buenos Aires tilhører ikke provinsen Buenos Aires, men er sit eget autonome distrikt. I 1880 blev Buenos Aires efter årtiers politisk uro fjernet fra provinsen Buenos Aires og gjort til føderalt område. Byens grænser blev udvidet til også at omfatte byerne Belgrano og Flores, der i dag er bydele i Buenos Aires. I 1994 opnåede Buenos Aires ved en forfatningsændring autonomi og skiftede officielt navn til Den autonome by Buenos Aires (Ciudad Autónoma de Buenos Aires; "CABA"). Buenos Aires' indbyggere valgte første gang en regeringschef (dvs. borgmester) i 1996. Tidligere blev borgmesteren udpeget af Argentinas præsident.
Buenos Aires anses af mange for at være en verdensby. Byens indbyggere nyder en af de højeste livskvaliteter i Latinamerika og den 91. højeste i verden (2018). Det er den mest besøgte by i hele Sydamerika og den næstmest besøgte by i Latinamerika (efter Mexico By).
Buenos Aires er kendt for sin velbevarede, spanske-europæiske arkitektur og sit rige kulturliv. I 1951 var Buenos Aires vært for de første Panamerikanske Lege, og byen var i 1978 også med til at afholde det argentinske VM i fodbold. De Ungdomsolympiske Lege vil blive afholdt i Buenos Aires i løbet af 2018. Samme år vil byen være vært for det 13. G20-topmøde.

Buenos Aires er en multietnisk by. Den er hjemsted for adskillige etniske og religiøse grupper. Byens indbyggere taler mange forskellige sprog, selvom det absolut største sprog er spansk. Det har påvirket byens lokale kultur og dialekt. Buenos Aires og Argentina har de seneste 150 år modtaget millioner af immigranter fra hele verden, hvilket har gjort byen så vel som hele landet til en smeltedigel. Buenos Aires anses for at være en af de mest multikulturelle byer i hele Latinamerika.    

## Historie

### 1536-1862
Buenos Aires blev grundlagt i 1536 af spanieren Pedro de Mendoza og fik navnet Nuestra Señora Santa María del Buen Aire (Vor frue den hellige Maria af den gode vind). Byen blev imidlertid opgivet igen i 1541 og grundlagdes på ny i 1580. Tidligt i 1700-tallet begyndte den udvikling, der skulle gøre Buenos Aires til en vigtig handelsby. Ved århundredeskiftet fra 1700-tallet til 1800-tallet opgjorde man antallet af indbyggere til 50.000. I 1776 blev Buenos Aires gjort til hovedstad i vicekongedømmet Río de la Plata.
Byen blev i 1806 besat af britiske tropper – en begivenhed, der blev indledningen til Argentinas kamp for selvstændighed. Ikke langt fra selve byen Buenos Aires, og uden hjælp fra den spanske vicekonge, lykkedes det at tilføje briterne et sviende nederlag. Den 25. maj 1810 – efter Napoleons invasion af Spanien – nedsatte man en uafhængig regering i Buenos Aires. Argentinas uafhængighed blev endeligt erklæret den 9. juli 1816 af José de San Martín fra balkonen på rådhuset ved Plaza de Mayo.
Argentinas første femten år som en selvstændig stat blev præget af voldsomme konflikter både med nabolandene og mellem Buenos Aires og provinserne. I 1853 fik Argentina en ny forfatning efter amerikansk forbillede. Imidlertid brød Buenos Aires ud af den i den forbindelse foreslåede føderation, hvilket ledte til en væbnet konflikt, som sluttede med at Buenos Aires i 1861 besejrede føderationen og senere kom til at indgå i denne.

### 1862-
Med Bartolomé Mitres som præsident i 1862 – 1868 indledtes en 70-årig periode med stabilitet, civile regeringer og økonomisk vækst, der forvandlede Argentina til et af de rigeste lande i verden. Samtidig med denne udvikling blev det økonomiske centrum i Argentina forskudt til kysten, og Buenos Aires' enorme ekspansion indledtes i denne periode. I 1880 afklarede man de sidste spørgsmål om Buenos Aires' status, og byen blev formelt erklæret for Argentinas hovedstad.
Den enorme landbrugseksport og indvandringen fra Europa forandrede byen totalt, og det Buenos Aires vi kender i dag voksede frem med brede boulevarder og imponerende bygningsværker. I 1914 var befolkningen øget til 1,5 millioner. Igennem hele mellemkrigsperioden blev der bygget nye skyskrabere, og den hurtige økonomiske vækst fortsatte. Omkring 1960'erne stabiliseredes befolkningstallet i byens centrum og endte på et tal omkring 3 millioner indbyggere.
Argentinas økonomiske problemer er ikke gået uden om Buenos Aires, og specielt i yderområderne er antallet af indbyggere, der er ramt af fattigdom, øget. Som et resultat af devalueringerne af den argentinske valuta har byen oplevet en kraftig stigning i turismen.
I 1987 traf man en principbeslutning om at aflaste Buenos Aires, og skabe en ny hovedstad i Patagonien. Endnu har man dog ikke gjort noget praktisk for reelt at gennemføre beslutningen.

## Kunst og kultur
Buenos Aires er en af Sydamerikas mest attraktive kulturbyer, og på trods den økonomiske krise er udvalget større, end det har været i lang tid. Der er mere end 43 teaterscener, 153 biografer og 22 museer samt et uoverskueligt udbud af boghandlere, caféer, restauranter og koncerter.

### Kunst
Der findes et antal betydelige kunstmuseer i Buenos Aires: MALBA (Museo de Arte Latinoamericano de Buenos Aires), Museo Nacional de Bellas Artes og Museo de Arte Moderno de Buenos Aires. MALBA udstiller latinamerikansk kunst og har et bredt udbud af aktiviteter, udstillinger og workshops.

### Nobelpriser
Ikke mindre end 5 nobelprismodtagere er blevet født i Buenos Aires. Ingen anden latinamerikansk by er hjemby for et så stort antal nobelprismodtagere. Fredsprisen gik til Carlos Saavedra Lamas i 1936 og Adolfo Pérez Esquivel i 1980, nobelprisen i medicin gik til Bernardo Alberto Houssay i 1947 og César Milstein i 1984. Nobelprisen i kemi gik til Luis Federico Leloir i 1970. Til byens indbyggeres udtalte ærgrelse fik byens store søn, forfatteren Jorge Luis Borges, imidlertid aldrig nobelprisen i litteratur.

### Film
Buenos Aires er latinamerikas filmcentrum og hjemby for en af verdens største filmfestivaler. Buenos Aires var derudover et af de første steder, hvor man for alvor begyndte at værdsætte Ingmar Bergman.

### Opera, ballet og dans
Teatro Colón er en af verdens vigtigste operascener og er berømt for sin akustik. Hver sæson opføres der i gennemsnit ti til elleve operaer, seks balletter og et større antal koncerter. Buenos Aires har en meget levende dansescene med mange internationalt anerkendte dansere.

### Tango
Buenos Aires er tangoens fødeby. I de seneste år er interessen for tango øget, og det lokale publikum har fået selskab af "tangoturister", der kommer til byen for opleve og lære dansen. Hvert år i februar afholdes der en stor tangofestival: El Festival de Tango de Buenos Aires.

## Sport
Sport er en vigtig del af livet i Buenos Aires. Nationalsporten er ligesom i resten af Argentina fodbold, og 8 af de 20 hold i den bedste argentinske liga kommer fra Buenos Aires eller byens omegn. Blandt de nævnte 8 hold i den bedste liga er de evige rivaler CA Boca Juniors og CA River Plate. Der findes også et antal hestevæddeløbsbaner i Buenos Aires: Palermo, San Isidro og La Plat.
Andre populære former for idræt i Buenos Aires er hestepolo, hockey, tennis, golf, basketball og rugby. I takt med den argentinske rugbys udvikling er Argentina og Buenos Aires blevet et populært rejsemål for rugbyturister. Buenos Aires er også en flittig arrangør af Formel 1 løb.

## Økonomi
Buenos Aires er Argentinas økonomiske hjerte og vigtigste handels- og industricentrum. Udover at være hjem for en betydelig levnedsmiddelindustri produceres der i Buenos Aires bl.a. tekstiler, metaller, papir, lædervarer, gummi, kemikalier, medicin, maskiner og biler. Imidlertid koncentreres den egentlige industri dog i stigende grad i forstæderne og provinsen. Buenos Aires centrum domineres i høj grad af forskellige former for servicevirksomheder.